# Phyllanthus mickelii
Phyllanthus mickelii là một loài thực vật có hoa trong họ Diệp hạ châu. Loài này được McVaugh miêu tả khoa học đầu tiên năm 1961.